# Cmentarz wojenny w Borkowiźnie
Cmentarz wojenny w Borkowiźnie – nieistniejący cmentarz z okresu I wojny światowej, który znajdował się w Borkowiźnie, w gminie Strzyżewice, w powiecie lubelskim.
Na cmentarzu pochowano ok. 325 żołnierzy: 175 austro-węgierskich i ok. 150 rosyjskich poległych w większości 22 lipca 1915 r. 
Zidentyfikowane jednostki:
- 36 Pułk Piechoty Austro-Węgier
- 92 Pułk Piechoty Austro-Węgier
- 99 Pułk Piechoty Austro-Węgier
- 7, 8, 9, 28, 31 i 32 pułki piechoty Landsturmu Austro-Węgier

W 1937 r. pochówki przeniesiono na Cmentarz wojenny w Bystrzycy Nowej.